# Acanthe
Acanthus
Pour les articles homonymes, voir Acanthe (homonymie).
Genre
Acanthus (les Acanthes), est un genre de plantes à fleurs de la famille des Acanthacées comprenant une trentaine d'espèces de plantes vivaces originaires surtout d'Eurasie et d'Afrique. C'est le genre type de sa famille.

## Mythologie
Dans la mythologie grecque, Acanthe (Akantha) était une nymphe. Apollon, dieu du soleil et des arts, voulut l'enlever, et elle le griffa au visage. Pour se venger, il la métamorphosa en une plante épineuse qui aime le soleil.

## Étymologie
Arbuste nommé[Où ?] branc-ursine.
Le nom, tiré du grec ἂκανθος, dérive peut-être des deux mots ἂκανοϛ, désignant la tête épineuse de certaines plantes, et ἂνθοϛ, fleur.
Dans le langage des fleurs, acanthe signifie « Amour de l'art. Rien ne pourra nous séparer ».

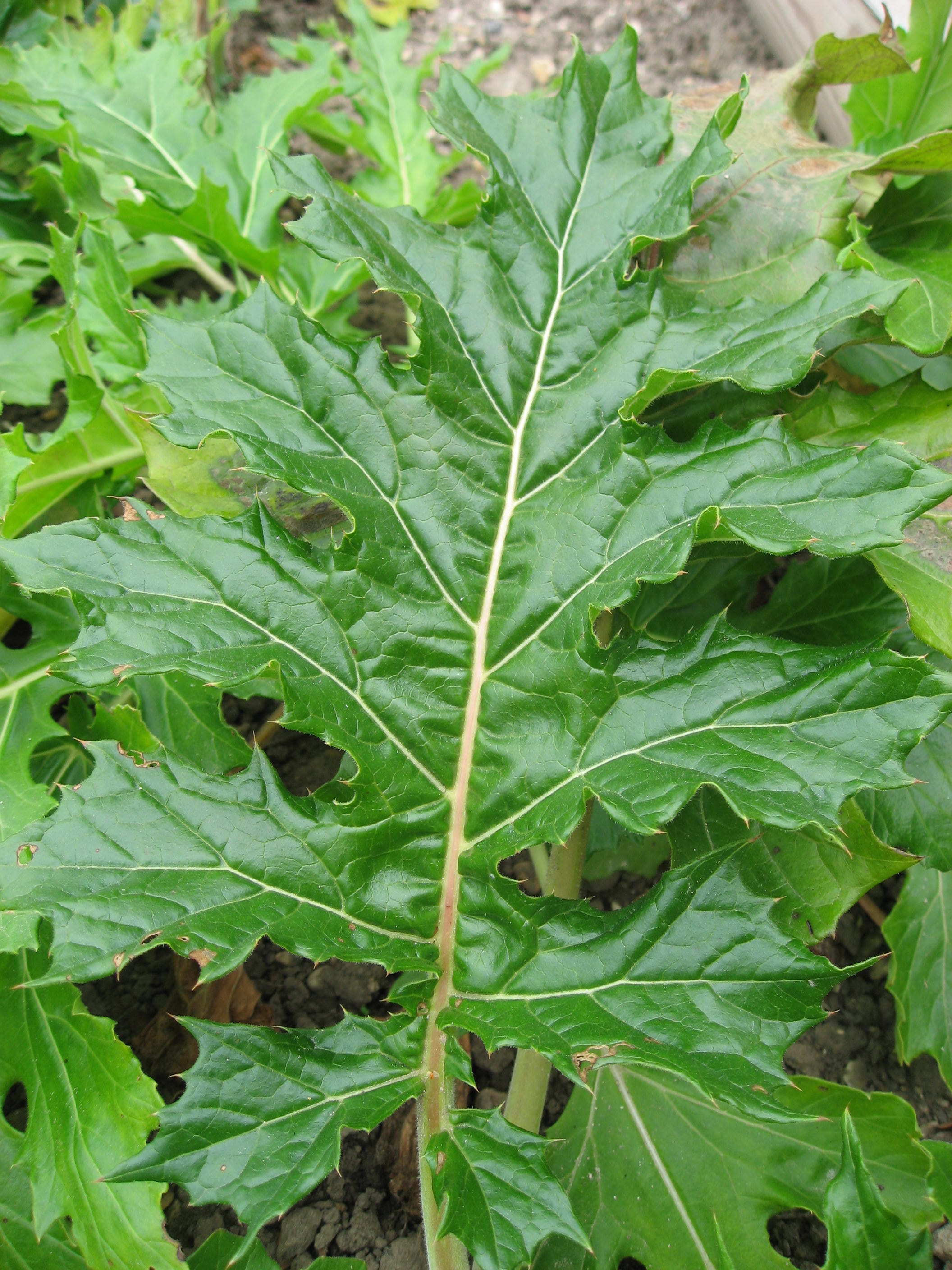
Feuille d’Acanthus mollis.

## Sculpture et architecture

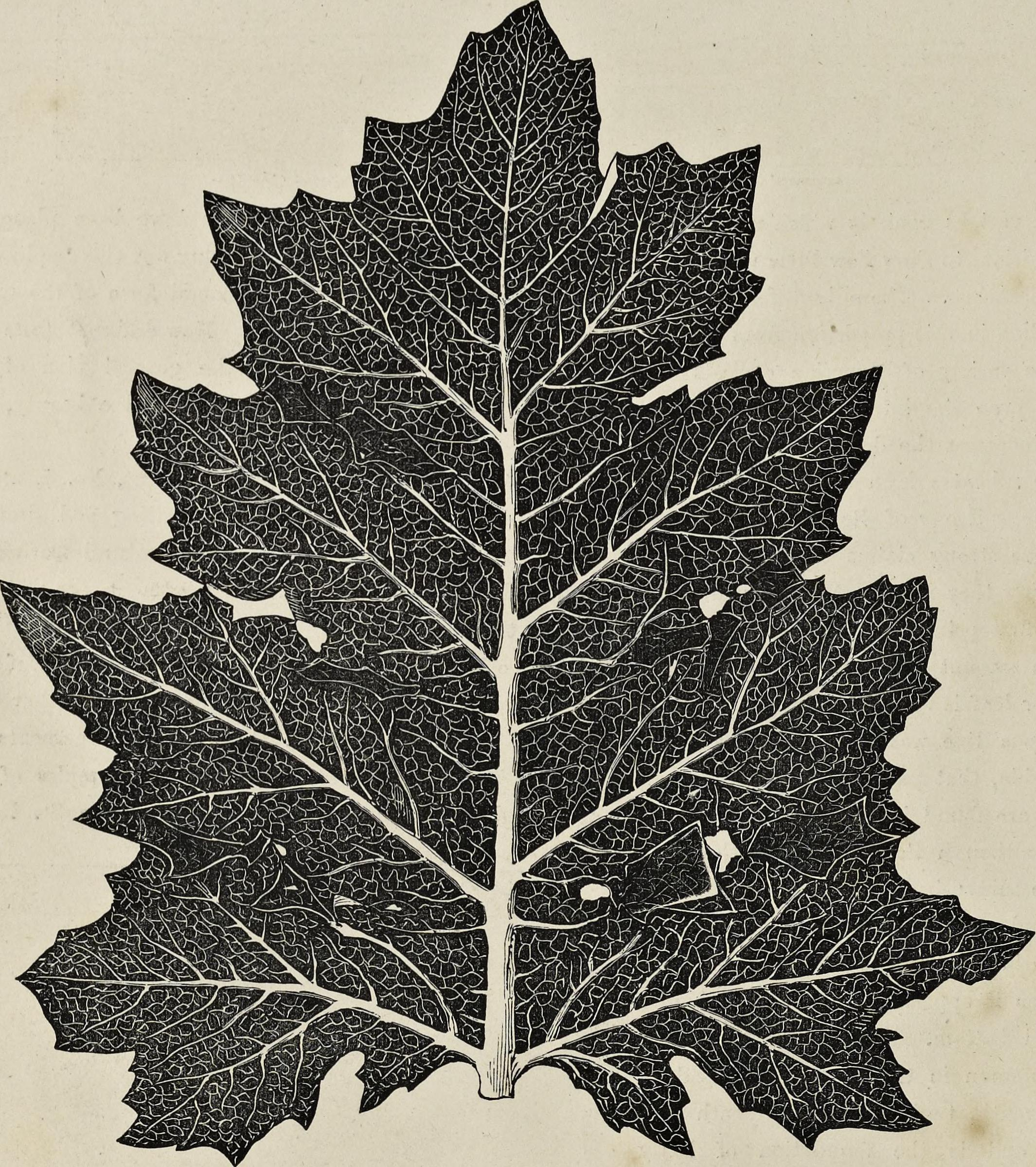
Feuille d'acanthe ; image reprise de The Grammar of Ornament, d'Owen Jones (1868).

La feuille d'acanthe est le décor caractéristique des chapiteaux de l'ordre corinthien ; c'est aussi un des plus fréquents motifs des sculptures de l'art roman.
Ce motif a été inspiré par la forme de Acanthus mollis L., l'acanthe à feuilles molles ou « acanthe à feuilles larges », qui est une plante méditerranéenne dont les feuilles sont très découpées. On trouve ce motif par exemple sur la Colonne aux acanthes (ou « danseuses de Delphes »).
Selon une légende rapportée par Vitruve, le sculpteur Callimaque, à la fin du Ve siècle av. J.-C., découvrit sur la tombe de pierre d'un enfant, une plante d'acanthe enroulée autour d'un petit panier d'offrandes funéraires. Le souvenir de cette image lui aurait inspiré les formes ornementales du chapiteau caractéristique de l'architecture corinthienne : un petit panier sculpté, de l'intérieur duquel sortent des feuilles d'acanthe sur trois rangs superposés.

## Liste des espèces

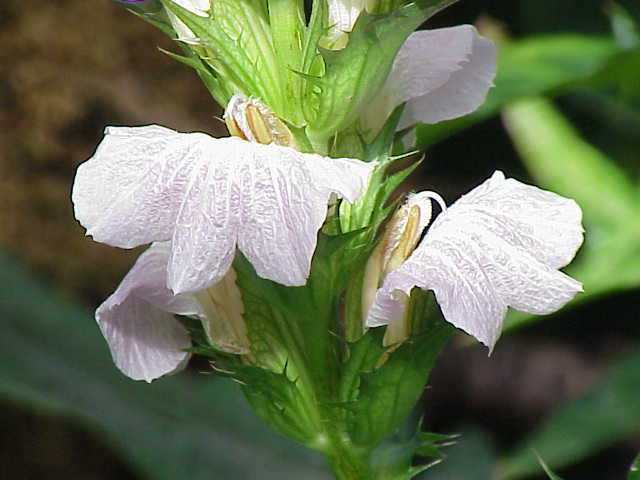
Détail de l'inflorescence d’Acanthus montanus.

Selon "The Plant List", au 9 octobre 2012 :
- Acanthus arboreus Forssk., (1775) ;
- Acanthus austromontanus Vollesen, (2007) ;
- Acanthus carduaceus Griff., (1848) ;
- Acanthus caudatus Lindau, (1894) ;
- Acanthus dioscoridis L., (1756) :
  - Acanthus dioscoridis var. brevicaulis (Freyn) E.Hossain, (1982) ;
  - Acanthus dioscoridis var. perringii (Siehe) E.Hossain, (1982) ;
- Acanthus ebracteatus Vahl, (1791) ;
- Acanthus eminens C.B.Clarke, (1899) ;
- Acanthus flexicaulis Bremek, (1955) ;
- Acanthus gaed Lindau, (1894) ;
- Acanthus greuterianus Snogerup, B.Snogerup & Strid, (2006) ;
- Acanthus guineensis Heine & P.Taylor, (1962) ;
- Acanthus hirsutus Boiss., (1844) :
  - Acanthus hirsutus subsp. syriacus (Boiss.) Brummitt, (1989) ;
- Acanthus hungaricus (Borbás) Baen., (1896) - Acanthe de Hongrie ;
- Acanthus ilicifolius L., (1753) ;
- Acanthus kulalensis Vollesen, (2007) ;
- Acanthus latisepalus C.B.Clarke, (1899) ;
- Acanthus leucostachyus Wall. ex Nees, (1832) ;
- Acanthus longibracteatus Kurz, (1870) ;
- Acanthus mayaccanus Büttner, (1890) ;
- Acanthus mollis L., (1753) ;
- Acanthus montanus (Nees) T.Anderson, (1864) ;
- Acanthus polystachius Delile, (1826) ;
- Acanthus sennii Chiov., (1940) ;
- Acanthus seretii De Wild., (1910) ;
- Acanthus spinosus L., (1753) - Acanthe épineuse ;
- Acanthus ueleensis De Wild., (1910) ;
- Acanthus villaeanus De Wild., (1903) ;
- Acanthus volubilis Wall., (1831) ;
- Acanthus xiamenensis R.T.Zhang, (1985).

Selon NCBI (au 6 août 2010) :
- Acanthus ebracteatus ;
- Acanthus eminens ;
- Acanthus ilicifolius ;
- Acanthus longifolius ;
- Acanthus mollis ;
- Acanthus montanus ;
- Acanthus pubescens ;
- Acanthus sennii ;
- Acanthus spinosus.

## Espèces aux noms synonymes, obsolètes et leurs taxons de référence
Selon "The Plant List", au 9 octobre 2012 :
- Acanthus arborescens Panz. = Acanthus arboreus Forssk., (1775) ;
- Acanthus arboreus var. ruber Schimp. ex Engl. = Acanthus sennii Chiov., (1940) ;
- Acanthus balcanicus Heywood & F.B.K.Richardson = Acanthus hungaricus (Borbás) Baen., (1896) ;
- Acanthus barteri T.Anderson = Acanthus montanus (Nees) T.Anderson, (1864) ;
- Acanthus capensis Thunb. = Blepharis capensis (L.f.) Pers., (1806) ;
- Acanthus capensis L. f. = Blepharis capensis var. capensis ;
- Acanthus carduifolius L.f. = Acanthopsis carduifolia (L.f.) Schinz, (1890) ;
- Acanthus caroli-alexandri Hausskn. = Acanthus spinosus L., (1753) ;
- Acanthus ciliaris Burm.f. = Blepharis maderaspatensis (L.) B.Heyne ex Roth, (1821) ;
- Acanthus cristatus Rottler ex Nees = Lepidagathis cristata Willd., (1800) ;
- Acanthus delilei Spreng. = Blepharis edulis (Forssk.) Pers., (1806) ;
- Acanthus dioscoridis var. boissieri Bornm. = Acanthus dioscoridis L., (1756) ;
- Acanthus dioscoridis subsp. brevicaulis Freyn = Acanthus dioscoridis var. brevicaulis (Freyn) E.Hossain, (1982) ;
- Acanthus dioscoridis subsp. longistylis Freyn = Acanthus dioscoridis L., (1756) ;
- Acanthus dioscoridis var. strausii Hausskn. ex Bornm. = Acanthus dioscoridis L., (1756) ;
- Acanthus doloarin Blanco = Acanthus ilicifolius L., (1753) ;
- Acanthus dusenii (Lindau) C.B.Clarke = Crossandrella dusenii S.Moore, (1913) ;
- Acanthus ebracteatus var. xiamenensis (R.T.Zhang) C.Y.Wu & C.C.Hu = Acanthus xiamenensis R.T.Zhang, (1985) ;
- Acanthus edulis Forssk. = Blepharis ciliaris (L.) B.L.Burtt, (1956) ;
- Acanthus furcatus L.f. = Blepharis furcata (L.f.) Pers., (1806) ;
- Acanthus glaber E.Mey. ex Nees = Acanthopsis carduifolia (L.f.) Schinz, (1890) ;
- Acanthus glaucus E.Mey. ex Nees = Acanthopsis glauca (E.Mey.) Schinz, (1890) ;
- Acanthus glaucus E. Mey. = Acanthopsis glauca (E.Mey.) Schinz, (1890) ;
- Acanthus glomeratus Lam. = Blepharis procumbens (L.f.) Pers., (1806) ;
- Acanthus grandiflorus (Bornm.) Bornm. = Acanthus dioscoridis L., (1756) ;
- Acanthus hirsutus f. roseus D.Wood = Acanthus hirsutus Boiss., (1844) ;
- Acanthus hispanicus Loudon = Acanthus mollis L., (1753) ;
- Acanthus humilis Vahl ex Nees = Blepharis sinuata (Nees) C.B.Clarke, (1901) ;
- Acanthus ilicifolius Lour. [Illegitimate] = Acanthus ebracteatus Vahl, (1791) ;
- Acanthus ilicifolius var. subinteger Nees = Acanthus ilicifolius L., (1753) ;
- Acanthus ilicifolius var. xiamenensis (R.T.Zhang) Y.F.Deng, N.H.Xia & Heng B.Chen = Acanthus xiamenensis R.T.Zhang, (1985) ;
- Acanthus integrifolius L.f. = Blepharis integrifolia (L.f.) E.Mey. & Drège ex Schinz, (1915) ;
- Acanthus latifolius E.Goeze = Acanthus mollis L., (1753) ;
- Acanthus longifolius Poir. = Acanthus mollis L., (1753) ;
- Acanthus longifolius Host [Illegitimate] = Acanthus hungaricus (Borbás) Baen., (1896) ;
- Acanthus longifolius var. hungaricus Borbás = Acanthus hungaricus (Borbás) Baen., (1896) ;
- Acanthus longipetiolatus Kurz = Acanthus longibracteatus Kurz, (1870) ;
- Acanthus lusitanicus auct. = Acanthus mollis L., (1753) ;
- Acanthus macer E.Mey. ex Nees = Blepharis furcata (L.f.) Pers., (1806) ;
- Acanthus maderaspatensis L. = Blepharis maderaspatensis (L.) B.Heyne ex Roth, (1821) ;
- Acanthus mollis subsp. platyphyllus Murb. = Acanthus mollis L., (1753) ;
- Acanthus mucronatus B.Heyne ex C.B.Clarke = Lepidagathis spinosa Wight ex Nees, (1832) ;
- Acanthus neoguineensis Engl. = Acanthus ilicifolius L., (1753) ;
- Acanthus niger Mill. = Acanthus mollis L., (1753) ;
- Acanthus nitidus S.Moore = Sclerochiton nitidus (S.Moore) C.B.Clarke, (1899) ;
- Acanthus pectinatus Willd. ex Nees = Blepharis ciliaris (L.) B.L.Burtt, (1956) ;
- Acanthus perringii Siehe = Acanthus dioscoridis var. perringii (Siehe) E.Hossain, (1982) ;
- Acanthus platyphyllus Murb. = Acanthus mollis L., (1753) ;
- Acanthus procumbens L.f. = Blepharis procumbens (L.f.) Pers., (1806) ;
- Acanthus pungens Wall. [Invalid] = Lepidagathis pungens Nees, (1832) ;
- Acanthus raddei Trautv. = Acanthus dioscoridis L., (1756) ;
- Acanthus repandus Nees = Anthacanthus repandus (G.Forst.) Nees, (1847) ;
- Acanthus repens Vahl = Blepharis integrifolia (L.f.) E.Mey. & Drège ex Schinz, (1915) ;
- Acanthus sennii var. lanatus Cufod. = Acanthus seretii De Wild., (1910) ;
- Acanthus spathularis E.Mey. ex Nees = Acanthopsis spathularis (E.Mey.) Schinz, (1890) ;
- Acanthus spathularis E. Mey. = Acanthopsis spathularis (E.Mey.) Schinz, (1890) ;
- Acanthus spinosissimus Pers. = Acanthus spinosus L., (1753) ;
- Acanthus spinosissimus Host [Illegitimate] = Acanthus mollis L., (1753) ;
- Acanthus spinulosus Host = Acanthus spinosus L., (1753) ;
- Acanthus syriacus Boiss. = Acanthus hirsutus subsp. syriacus (Boiss.) Brummitt, (1989) ;
- Acanthus tetragonus R.Br. = Blepharis ciliaris (L.) B.L.Burtt, (1956) ;
- Acanthus ueleensis subsp. mahaliensis Napper = Acanthus ueleensis De Wild., (1910) ;
- Acanthus vandermeirenii De Wild. = Acanthus ueleensis De Wild., (1910) ;
- Acanthus vandermeirenii var. violaceopunctatus De Wild. = Acanthus ueleensis De Wild., (1910).

## Espèces au statut non encore résolu
Selon "The Plant List", au 9 octobre 2012 :
- Acanthus boissieri Hausskn. [unplaced] ;
- Acanthus dioscoridis var. grandiflorus Bornm. ;
- Acanthus imbricatus Edgew. [unplaced] ;
- Acanthus kirkii T.Anderson ;
- Acanthus polycotomus Chiov. ;
- Acanthus ponticus Jordanov [unplaced] ;
- Acanthus pubescens (Oliv.) Engl. ;
- Acanthus rubens Raf. [unplaced] ;
- Acanthus ugandensis C.B.Clarke ;

## L'acanthe comme plante de jardin
Les acanthes sont des herbacées semi-persistantes, peu sujettes aux maladies, à floraison spectaculaire en grands épis de fleurs blanches, roses ou mauves à bractées épineuses.
Trois espèces sont fréquemment cultivées dans les jardins de l'Europe occidentale : 
- A. balcanicus (syn. A. hungaricus, A. longifolius), à feuilles pennées relativement étroites, est la plus rustique ;
- A. mollis, l'acanthe à feuilles molles, a le feuillage le plus décoratif. 'Latifolius' est une sélection à plus grandes feuilles ;
- A. spinosus, l'acanthe épineuse, plus petite, a un feuillage très découpé et épineux. 'Spinosissimus' a des feuilles à épines acérées.

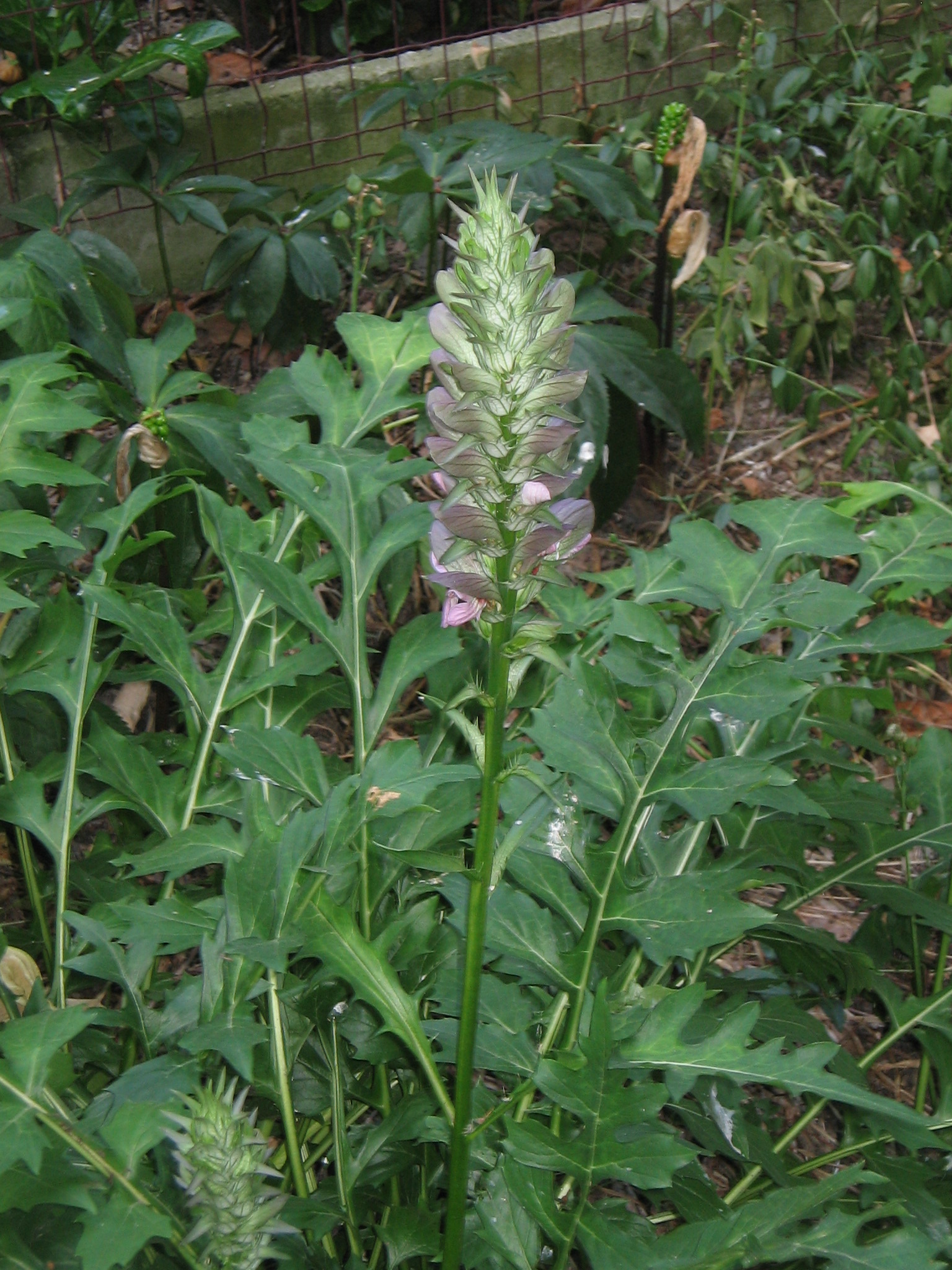
Acanthus balcanicus.
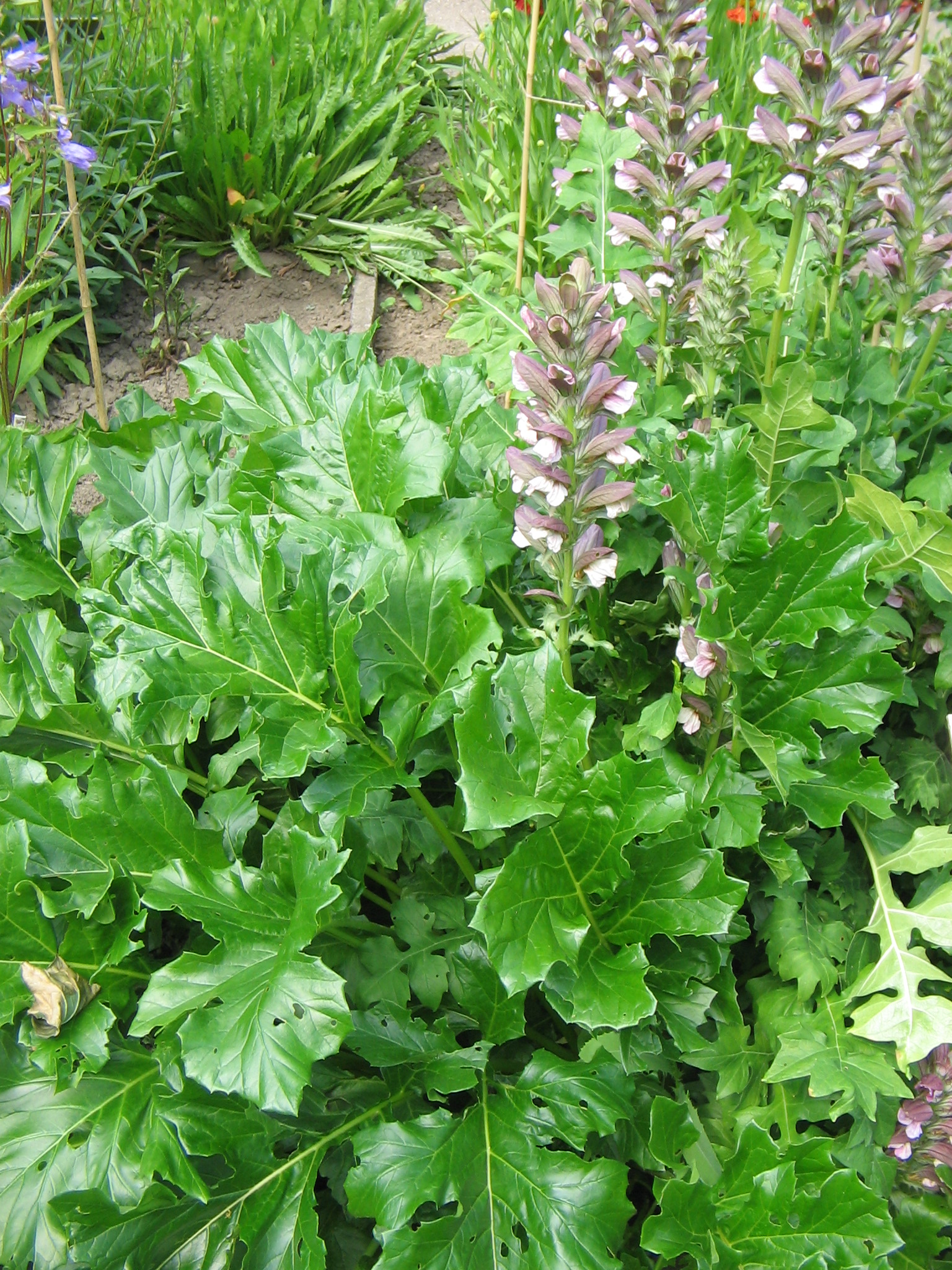
Acanthus mollis.
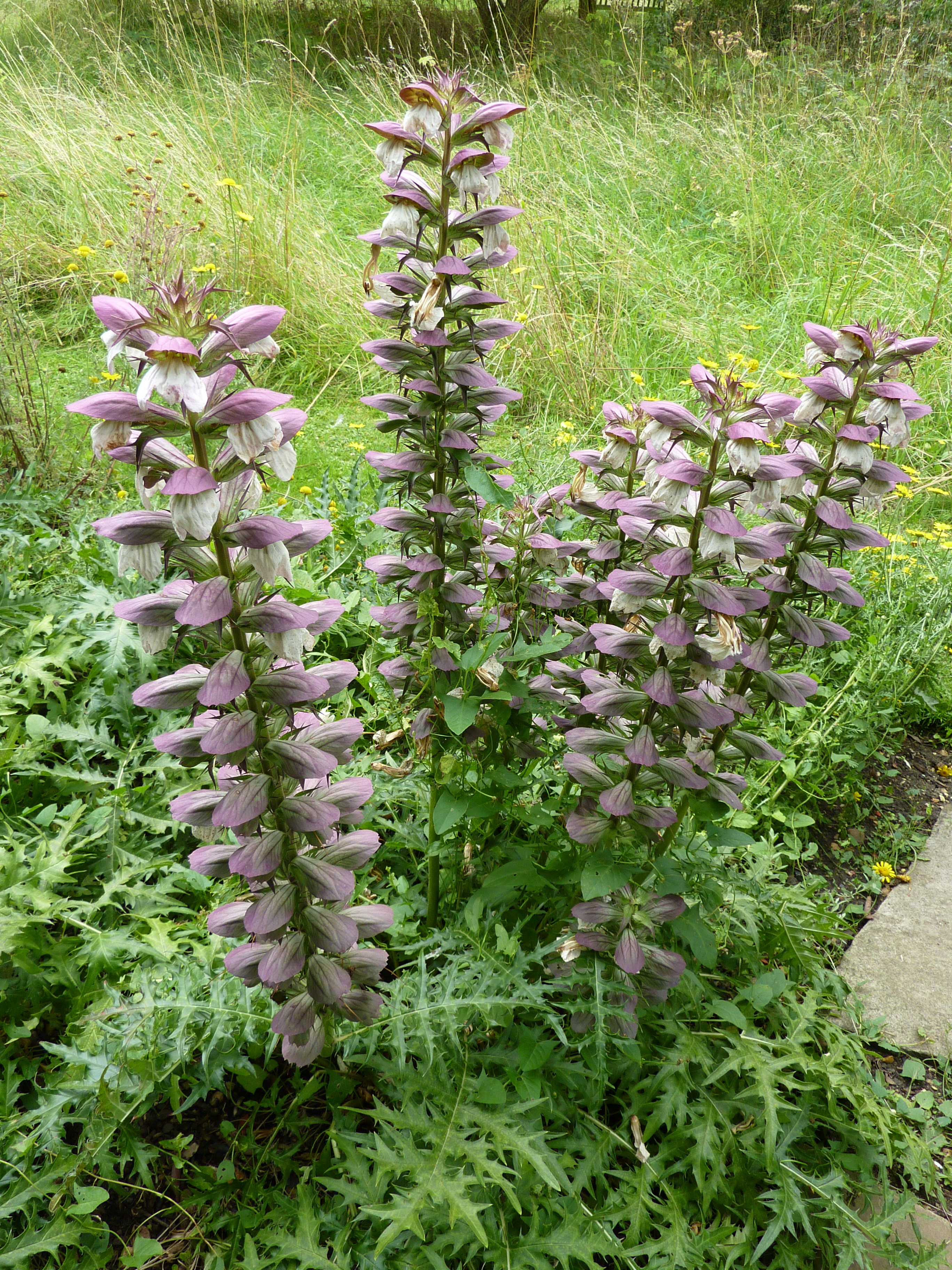
Acanthus spinosus.

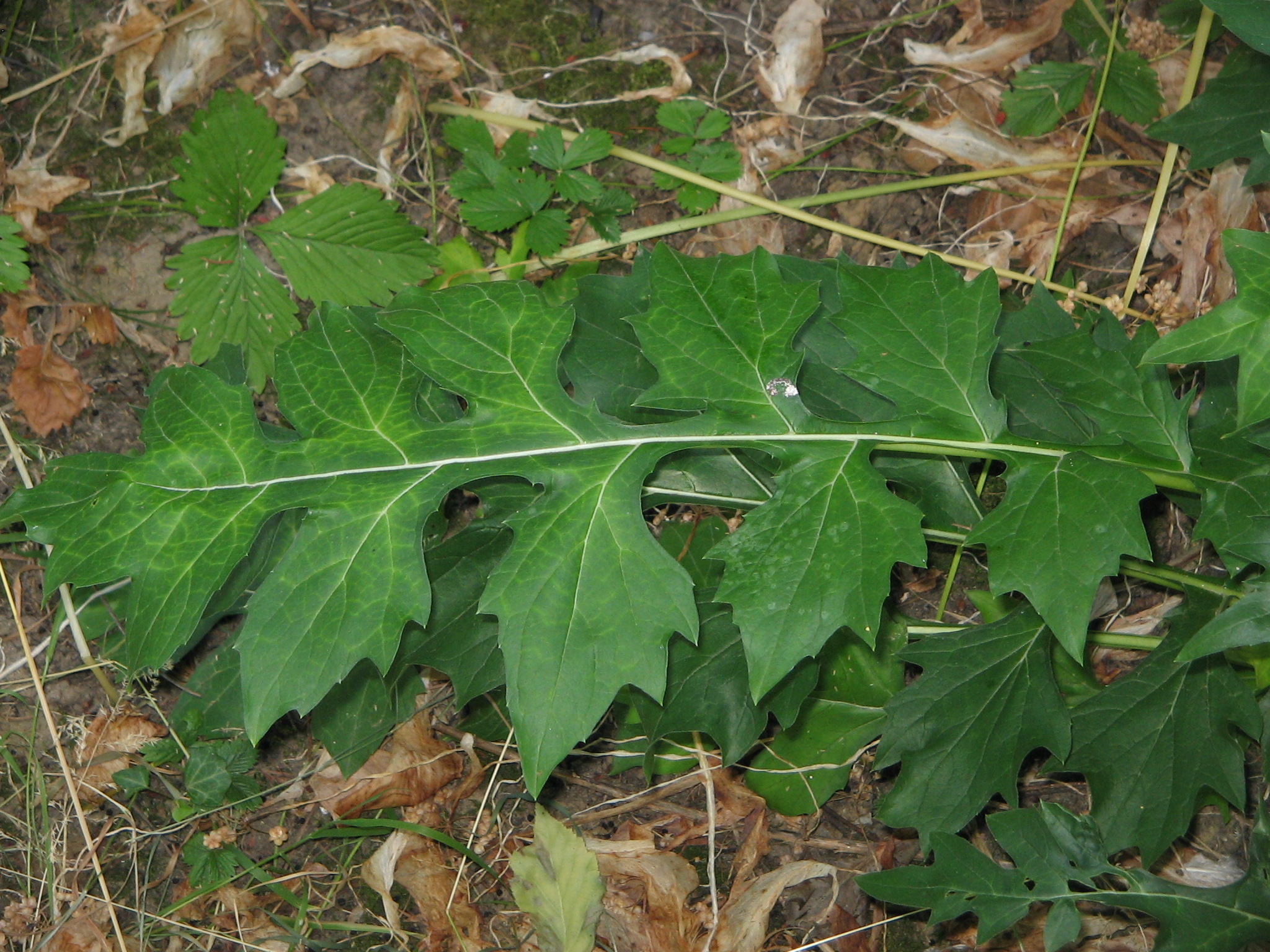
Feuille d'Acanthus balcanicus.
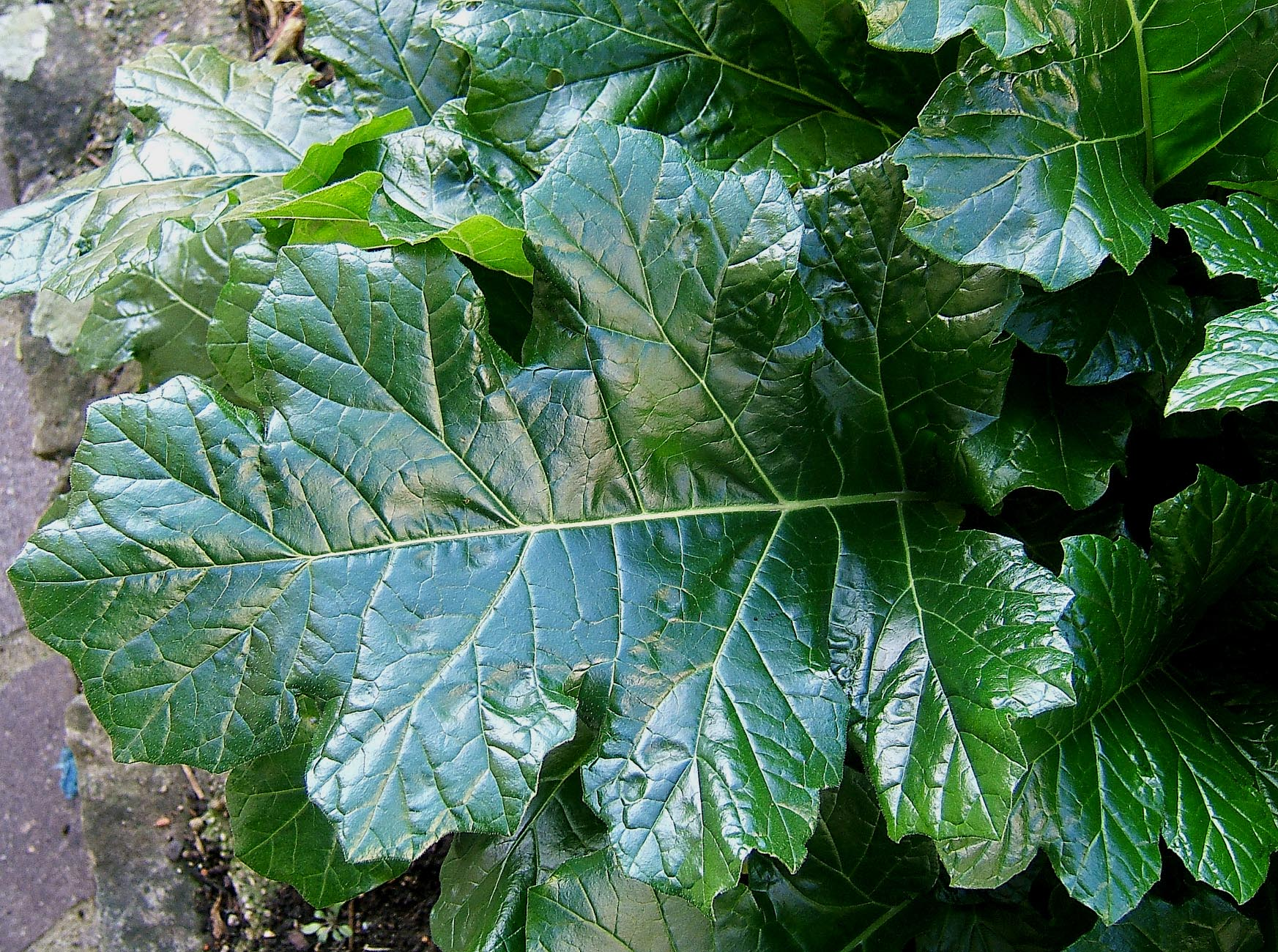
Feuille d'Acanthus mollis.
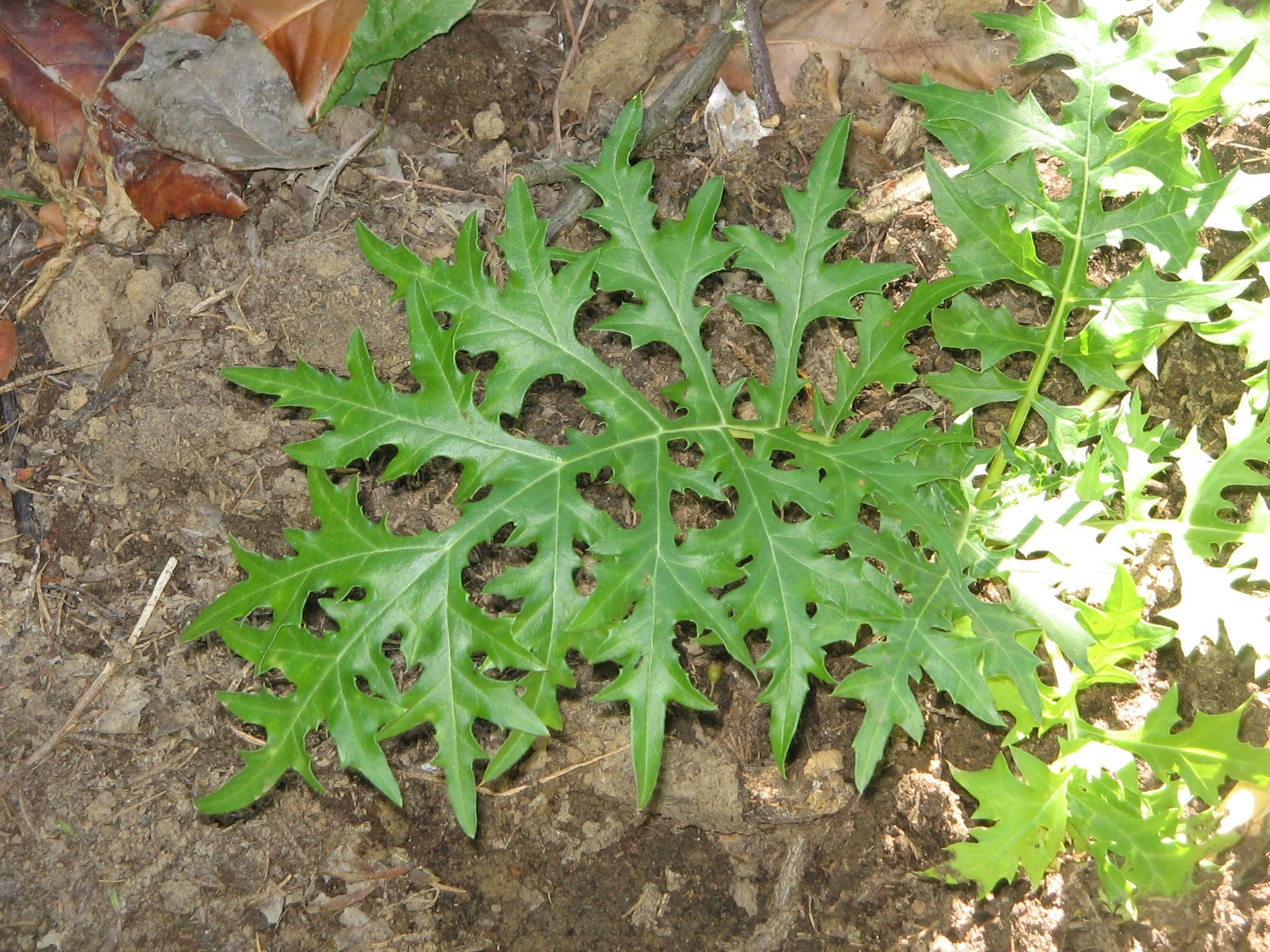
Feuille d'Acanthus spinosus.

Les acanthes ont tendance à se dessécher et à se dégarnir du pied. Pour cette raison, il est conseillé de les installer à l'arrière-plan des bordures ou des parterres et de masquer leur pied avec des plantes plus petites.